# Neftalí Ayungua Suárez
Neftalí Ayungua Suárez, né le 27 avril 1936 à Támbani Anápu, dans l'état de Michoacán, est un potier mexicain, nommé « grand maître » de l'art populaire mexicain.

## Biographie
Ayungua Suárez s'est installée à Patamban, une communauté indigène au pied d'une petite montagne du même nom dans les montagnes de Tangancícuaro, où le purépecha est encore parlé. La ville est connue pour sa céramique verte émaillée, notamment ses plats, ses jarres, ses récipients en ananas et autres objets.
Il n'a fréquenté l'école que jusqu'en deuxième année de primaire car il a dû travailler dans les champs de maïs et de légumes de la famille. Ce n'est que beaucoup plus tard qu'il a appris à lire, contraint par la nécessité de lire les panneaux routiers lors de ses voyages ultérieurs pour vendre ses marchandises. A 21 ans, il épouse Ana María Cuevas, qui lui apprend à faire de la céramique. L'artisan à un moment donné a essayé d'émigrer aux États-Unis mais n'a pas pu passer la frontière, il a donc travaillé à Tonalá, dans l'État de Jalisco pendant quelques mois. C'est là qu'il a appris les méthodes de cuisson et comment empêcher les pièces de se coller les unes aux autres. De retour à Patamban, il n'a pas seulement utilisé les techniques lui-même, mais il les a aussi enseigné à sa famille et à ses voisins. Ayungua Suárez et sa femme font de la poterie à plein temps depuis 1974. Aujourd'hui, il est l'artisan le plus connu de Patamban, communément appelé Tatá (grand-père) Talí.

## Œuvres
Les œuvres d'Ayungua Suárez vont de miniatures aux grands ustensiles de cuisine et combinent des couleurs vert foncé et vert clair avec du blanc et de la rouille. Ils sont décorés de noir, rouge et blanc. Travaillant sur une lourde table en bois, il travaille l'argile de sources locales, qui a été nettoyée et pulvérisée à la main. Il utilise des moules qu'il a lui-même réalisés en plâtre ou en terre cuite avec certains éléments tels que la texturation des morceaux d'ananas faite à la main. Les pièces sont recouvertes d'une barbotine et cuites une première fois. Après refroidissement, les pièces sont émaillées et cuites de nouveau, ce qui est un processus plus délicat et c'est là que plus de pièces sont perdues,.
Il s'est efforcé d'obtenir la coopération du gouvernement pour les artisans locaux à la tête du groupe d'artisans Tata Talí.
En 2001, son travail a été reconnu en tant que « grand maître » par le Fomento Cultural Banamex. En 2008, l'université autonome de Colima lui a consacré une exposition et une remise de prix In 2008, the Universidad Autónoma de Colima honored him with an exhibition and award ceremony.